# Lijst van burgemeesters van Tel Aviv

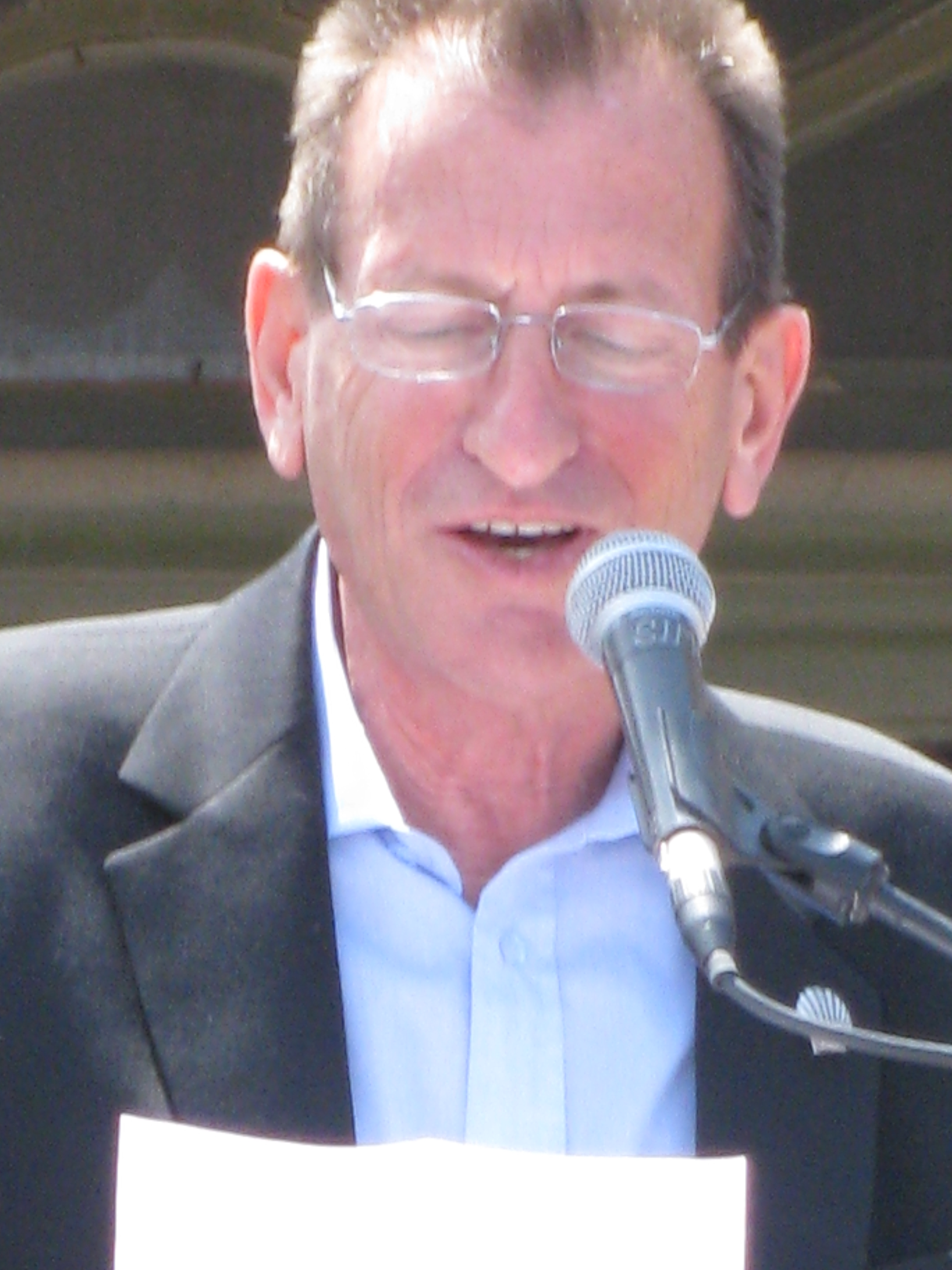
Huidig burgemeester Ron Huldai

Dit is een lijst van burgemeesters van Tel Aviv, een kuststad in het westen van Israël.
- Meir Dizengoff (1921-1925)
- David Bloch (1925-1927)
- Meir Dizengoff (1928-1936, tweede maal)
- Israel Rokach (1936-1952)
- Chaim Levanon (1953-1959)
- Mordechai Namir (1959-1969)
- Yehoshua Rabinowitz (1969-1974)
- Shlomo Lahat ('Tsjietsj') (1974-1993)
- Ronnie Milo (1993-1998)
- Ron Huldai (1998-heden)